# Condorlepis groeberi
Condorlepis groeberi è un pesce osseo estinto, appartenente ai condrostei. Visse nel Giurassico superiore (circa 160 - 145 milioni di anni fa) e i suoi resti fossili sono stati ritrovati in Sudamerica.

## Descrizione
Come altri pesci condrostei, Condorlepis possedeva un corpo molto snello; la lunghezza dell'intero animale poteva superare di poco i 18 centimertri di lunghezza. Una delle particolarità di Condorlepis è che il corpo è più profondo in corrispondenza della testa, relativamente grande, e diminuisce gradualmente di profondità posteriormente, terminando in una pinna caudale fortemente eterocerca, con un lobo superiore molto lungo che culmina in una breve estensione senza scaglie. Il muso è smussato e il suspensorium è molto inclinato. 
Condorlepis si differenziava dall'affine Coccolepis e da altre forme simili per una combinazione di caratteri: le ossa dermiche del tetto cranico, la mascella e le scaglie (ma non i raggi delle pinne) erano ornati da piccoli tubercoli distribuiti irregolarmente; era presente un piccolo rostrale; la mandibola era lunga e sottile, ma robusta; le placche subopercolari, branchiostegali e golari erano ornate da basse strie concentriche; la placca golare era piccola e arrotondata, percorsa da un canale sensoriale; il sopracleitro era più lungo del cleitro; il postcleitro era ovale e piccolo; i fulcri frangiati erano presenti solo nella pinna caudale.

## Classificazione
Condorlepis è un rappresentante dei coccolepididi, un gruppo di pesci attinotterigi affini agli storioni (Acipenseriformes), ma probabilmente più arcaici di questi ultimi. I primi esemplari rinvenuti della specie attualmente nota come Condorlepis groeberi furono trovati in Patagonia (Argentina), in una zona imprecisata nei pressi del Rio Chubut; i fossili, provenienti dalla formazione Cañadón Calcáreo, vennero inizialmente descritti da Bordas nel 1943 come una nuova specie del genere europeo Oligopleurus (O. groeberi). Una successiva revisione operata da Bocchino nel 1978 permise di riscontrare notevoli somiglianze con il genere Coccolepis, e di ascrivere gli esemplari patagonici a quest'ultimo genere. Ulteriori revisioni (Lopez-Arbarello et al., 2002) permisero infine di ascrivere questa specie a un genere a sé stante, Condorlepis (Lopez-Arbarello et al., 2013).

## Paleoecologia
Condorlepis era un pesce predatore che viveva in acque dolci; la sua preda principale doveva essere un piccolo teleosteo noto come Luisiella, molto abbondante nella medesima formazione.